# Isole Phi Phi
Le isole Phi Phi sono un piccolo arcipelago nel mar delle Andamane, appartenenti alla provincia thailandese di Krabi nel sud del paese. Negli ultimi anni le isole sono diventate molto popolari come meta turistica, soprattutto dopo aver ospitato il set del film The Beach, con Leonardo DiCaprio.

## Geografia
L'arcipelago è formato da due isole principali (Phi Phi Don e Phi Phi Leh) più diverse isole e isolotti minori.

## Storia
Ko Phi Phi è stata devastata dallo tsunami del dicembre 2004, quando quasi tutte le infrastrutture dell'isola sono state distrutte. A partire dal 2010 questo è stato ripristinato.